# Darren Kenny
Darren Kenny (Salisbury, 17 de marzo de 1970) es un ciclista paralímpico de carretera y pista británico.

## Carrera
Nacido en Salisbury, Wiltshire, ahora vive en Verwood, Dorset. Habiendo estado involucrado en el ciclismo desde que era joven, comenzó a correr a la edad de once años. En 1988, a los 19 años, un accidente en el Tour de Irlanda mientras descendía el Wicklow Gap parecía haber terminado su carrera. Se había dañado el cuello, pero no se dio cuenta de la magnitud del daño en ese momento. Una serie de accidentes después de eso exacerbó su condición, como lo expresó: "hasta estuve recostado en el sofá engordando y tomando medicamentos fuertes".
A los 30 años, volvió al ciclismo, inicialmente para mejorar su estado físico, pero pronto comenzó a competir una vez más. Animado por un amigo, contactó a la British Cycling Federation para obtener más información sobre las carreras paralímpicas. Compitió en el Campeonato Nacional Británico de Pista y fue invitado al escuadrón paralímpico.
En enero de 2008, fue nominado para los " Premios Deportivos como atleta del año con Discapacidad" Laureus World Sports.
Logró establecer un nuevo récord mundial en la ronda preliminar de persecución individual (CP 3) en los Juegos Juegos Paralímpicos de Pekín 2008. El nuevo récord fue 5.812 segundos más rápido que su propio récord mundial anterior.
Fue nombrado Oficial de la Orden del Imperio Británico (OBE) en los Premios de Año Nuevo 2009. Obtuvo un Doctorado Honorario en Artes de la Universidad de Bournemouth en 2009 y una Maestría Honoraria en Ciencias por la Universidad de Brighton. 
Kenny también recibió un doctorado honorario en artes de la Universidad de Bournemouth, así como una maestría honoraria en ciencias de la Universidad de Brighton.

## Resultados
2004
, Kilo, Juegos Paralímpicos de Atenas 2004
, persecución, paralímpica, Athens
, carretera combinada y Contrarreloj, paralímpica, Athens
2005
Para ciclismo mundial Best Hour Performance (C3): 41.817 km
, 200m, campeonato mundial para discapacitados
, Kilo, campeonato mundial para discapacitados
, persecución, campeonato mundial para discapacitados
, equipo, campeonato mundial para discapacitados
, carretera, campeonato mundial para discapacitados
, Contrarreloj, campeonato mundial para discapacitados
2006
, Kilo, campeonato mundial para discapacitados
, persecución, campeonato mundial para discapacitados
, Contrarreloj, campeonato mundial para discapacitados
, carretera, campeonato mundial para discapacitados
2007
, Kilo, campeonato mundial para discapacitados
, persecución, campeonato mundial para discapacitados
, Contrarreloj, campeonato mundial para discapacitados
, carretera
2008
 contrarreloj masculino de 1km (CP 3), Juegos Paralímpicos de Pekín 2008
 carrera masculina en equipo (LC1–4 CP3/4), paralímpica, Pekín (with Mark Bristow y Jody Cundy)
 persecución individual (CP 3), paralímpica, Pekín
 carrera masculina en carretera (LC 3–4/CP 3), paralímpica, Pekín
 contrarreloj masculino en carretera (CP 3), paralímpica, Pekín
2009
Para ciclismo mundial hour record (C3): 40.516 km
2012
 equipo mixto (C1-5), paralímpica, Londres
 persecución individual (C 3), paralímpica, Londres